# Košice Open 2012
Il Košice Open 2012 è stato un torneo professionistico di tennis giocato sulla terra rossa. È stata la 10ª edizione del torneo che fa parte dell'ATP Challenger Tour nell'ambito dell'ATP Challenger Tour 2012. Si è giocato a Košice in Slovacchia dall'11 al 17 giugno 2012.

## Partecipanti

### Teste di serie
| Nazionalità   | Giocatore             | Ranking* | Testa di serie |
| ------------- | --------------------- | -------- | -------------- |
| Italia        | Alessandro Giannessi  | 126      | 1              |
| Rep. Ceca     | Jan Hájek             | 128      | 2              |
| Portogallo    | João Sousa            | 137      | 3              |
| Slovenia      | Aljaž Bedene          | 138      | 4              |
| Francia       | Augustin Gensse       | 143      | 5              |
| Austria       | Andreas Haider-Maurer | 155      | 6              |
| Taipei cinese | Yang Tsung-hua        | 167      | 7              |
| Spagna        | Arnau Brugués-Davi    | 178      | 8              |

- Ranking al 28 maggio 2012.

### Altri partecipanti
Giocatori che hanno ricevuto una wild card:
- Patrik Fabian
- Dominik Hrbatý
- Miloslav Mečíř, Jr.
- Jiří Veselý

Giocatori passati dalle qualificazioni:
- Marius Copil
- Marcin Gawron
- Nils Langer
- Andrej Martin

## Campioni

### Singolare
- Aljaž Bedene ha battuto in finale  Simon Greul con il punteggio di 7–6(1), 6–2

### Doppio
- Tomasz Bednarek /  Mateusz Kowalczyk hanno battuto in finale  Uladzimir Ihnacik /  Andrej Vasilevskij con il punteggio di 2–6, 7–5, [14-12]